# Semir Musić
Semir Musić (Tuzla, 20. srpnja 1995.) je bosanskohercegovački nogometaš.
Trenutno nastupa za Grasshopper Club Zürich, koji se natječe u Super ligi u Švicarskoj. Semir Musić igra u veznom redu. Prema portalu Transfermarkt.de, tržišna vrijednost Musića u studenome 2015. godine iznosila je 400.000 eura.
Svoje prve korake pravi u FK Sloboda Tuzla gdje je prošao školu nogometa i omladinski pogon. Kao perspektivan igrač priključuje se seniorskoj ekipi i u sezoni 2011/2012 debitira za ekipu Slobode u Premijer ligi te postaje jedan od najmlađih debitenata tog kluba i nastavlja igrati za seniorsku ekipu Slobode u sezoni 2012/13 u Prvoj ligi Federacije Bosne i Hercegovine. Svojim igrama na sebe skreće pažnju i odlazi u kamp Mancester Cityja u siječnju 2012.god. U srpnju 2012. godine proglašen je naboljim mladim igračem do 17 godina po izboru novinara sportskih redakcija.
U sezoni 2013/14 prelazi u redove NK Zvijezda Gradačac, a od ljeta 2014. godine član je NK Travnika. Musić je za Travnik odigrao 29 utakmica te postigao četiri gola i zabilježio četiri asistencije. U toj je sezoni proglašen i najboljim igračem Travnika po izboru navijača a nakon toga uslijedio je transfer u slavni švicarski Grasshopper s kojim je potpisao dugoročni ugovor. 

## Reprezentacija
Semir Musić ima status omladinskog reprezentativca Bosne i Hercegovine. Za reprezentaciju Bosne i Hercegovine do 17 nastupao je u Estoniji 2010. i u Sarajevu 2011. godine. Zanimljivo da je u kvalifikacijama za Europsko prvenstvo koje su se igrale u Sarajevu 2011. godine, Semir Musić kao kapiten predvodio BiH kadete, koji su bili u grupi zajedno s Nizozemskom, Engleskom te Latvijom. Također, Musić je nastupao za do 18 reprezentaciju BiH, kao i do 19 reprezentaciju. Semir Musić trenutno je član mlade reprezentacije BiH, a za ovu selekciju debitirao je 8. rujna 2014. godine na Koševu u kvalifikacijskom susretu s Mađarskom.